# Aleksandr Mikulin
Aleksandr Aleksandrowicz Mikulin (ros. Александр Александрович Микулин; ur. 2 lutego?/14 lutego 1895 we Włodzimierzu, zm. 13 maja 1985) – radziecki konstruktor silników lotniczych i główny projektant OKB.

## Życiorys
Skończył szkołę realną w Kijowie, studiował w Kijowskim Instytucie Politechnicznym, w 1914 przeniósł się do Moskwy, gdzie w 1922 ukończył Wyższą Szkołę Techniczną. Pracował w Centralnym Instytucie Budowy Silników Lotniczych, od 1943 był generalnym konstruktorem silników lotniczych i głównym konstruktorem zakładu doświadczalnego nr 300 w Moskwie. W 1943 został akademikiem Akademii Nauk ZSRR. 19 sierpnia 1944 otrzymał stopień generała majora służby inżynieryjno-lotniczej. Od 1955 do 1959 pracował w laboratorium silników w Akademii Nauk ZSRR. Do jego osiągnięć zalicza się m.in. Mikulin AM-34, pierwszy radziecki lotniczy silnik tłokowy chłodzony cieczą oraz Mikulin AM-3, silnik turboodrzutowy dla pasażerskiego samolotu Tu-104. Czterokrotnie był laureatem Nagrody Stalinowskiej (1941, 1942, 1943 i 1946), 28 października 1940 otrzymał tytuł Bohatera Pracy Socjalistycznej. Został pochowany na Cmentarzu Nowodziewiczym.

## Skonstruowane silniki
- M-17
- AM-34
- AM-35
- AM-38
- AM-39
- AM-42
- AM-3

## Odznaczenia
- Medal Sierp i Młot (28 października 1940)
- Order Lenina (trzykrotnie, 28 października 1940, 2 lipca 1945 i 24 stycznia 1947)
- Order Suworowa I klasy (16 września 1945)
- Order Suworowa II klasy (19 sierpnia 1944)
- Order Czerwonego Sztandaru Pracy (trzykrotnie, 10 lipca 1943, 10 czerwca 1945 i 14 lutego 1975)
- Order Przyjaźni Narodów (14 lutego 1985)
- Order Czerwonej Gwiazdy (21 lutego 1933)
- Order „Znak Honoru” (13 sierpnia 1936)
- Medal „Za zasługi bojowe” (5 listopada 1954)

I inne.